# Radgrab von Simunde

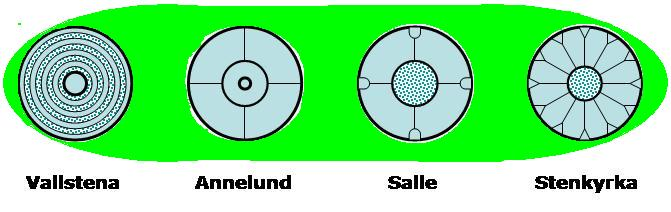
Das Grab von Simunde entspricht etwa der Darstellung von Vallstena

Das Radgrab von Simunde ist ein Radgrab im Kirchspiel Bara auf Gotland in Schweden, das in den 1950er Jahren untersucht wurde. Simunde liegt zwischen Dune und Källunge an der Bahnstrecke Slite–Roma. Das fast dreißig Meter im Durchmesser messende Denkmal wird auch als Storgrav bezeichnet. Das Radgrab, auch Radkreuzgrab (schwedisch Hjulgrav bzw. Hjulkorsgrav), ist eine bronzezeitliche Grabform in Dänemark und Skandinavien. 
Das Monument enthält etwa 20 Gräber. Das älteste stammt aus der Bronzezeit (um 1500 v. Chr.) und die jüngsten werden in die Vendelzeit (650–800 n. Chr.) datiert. Das aus drei erkennbaren äußeren Ringen, aus etwa kopfgroßen Steinen und einer flächenhaften inneren Füllung aus kleineren Steinen bestehende Denkmal hat mehr als 2000 Jahre als Begräbnisstätte gedient. Während dieser Zeit unterlag es internen und externen Einflüssen und durchlief eine schrittweise Entwicklung. Dazu gehört auch der randnahe Einbau einer Steinkiste.
Die von Simunde, mit den vielen Gräbern und seiner Komplexität, die in der archäologischen Literatur oft erwähnt wird, wurde erst 2012 veröffentlicht.